# OKPO
Die OKPO-Nummer (russisch ОКПО, Abkürzung von Общероссийский классификатор предприятий и организаций, wörtlich „Gesamtrussischer Klassifikator von Unternehmen und Organisationen“) ist eine achtstellige laufende Nummer, die vom Föderalen Dienst für staatliche Statistik  vergeben wird und eine eindeutige Identifikation eines russischen Unternehmens ermöglicht. Die Nummer bleibt während des Bestehens des Wirtschaftssubjektes erhalten. Meist erfolgt die Identifikation eines russischen Unternehmens allerdings über die Steuernummer (INN) oder den OGRN-Code (staatl. Hauptregistrierungsnummer), die OKPO-Kennzeichnung gilt teilweise als „nicht mehr aktuell“.